# Capitani-Romani-Klasse
Die Capitani-Romani-Klasse war eine Klasse der italienischen Marine. Die Klasse bestand aus zwölf während des Zweiten Weltkriegs gebauten Leichten Kreuzern, von denen nur vier in Dienst gestellt wurden. Die Schiffe waren nach römischen Feldherrn und Politikern benannt.

## Geschichte
Die zwölf Schiffe der Klasse wurden im Jahr 1939 in Auftrag gegeben als Antwort auf die großen und sehr schnellen französischen Zerstörer der Klassen Le Fantasque und Mogador. Im Vergleich zu den französischen Modellen verdrängten die italienischen Schiffe der Capitani-Romani-Klasse rund 1.000 Tonnen mehr. Dank eines 110.000-PS-Antriebes, der dem von schweren Kreuzern entsprach, konnten die Capitani Romani bei Testfahrten über 40 Knoten erreichen. Die Schiffe wurden zunächst als große Zerstörer, seit 1938 offiziell als Leichte Kreuzer bezeichnet. Sie sollten als Flotillenflaggschiffe dienen, Aufklärungsaufgaben übernehmen und im Fall von feindlichen Begegnungen die genannten französischen Zerstörer-Klassen an Geschwindigkeit und Kampfkraft übertreffen.
Nachdem Frankreich 1940 aus dem Krieg ausgeschieden war, zeigte sich im Kampf mit der Royal Navy bald, dass leichte Kreuzer wegen ihrer geringen Panzerung insbesondere bei Torpedo-Angriffen gefährdet waren. Investition, Schiffsgröße und Gefährdungsgrad standen in keinem angemessenen Verhältnis zueinander. Noch im Juni 1940 brach man – auch wegen Mangel an hochfestem Stahl – den Bau von vier Schiffen ab, vier weitere wurden nie in Dienst gestellt. Drei Schiffe wurden bis zum Waffenstillstand vom 8. September 1943 in Dienst gestellt, ein viertes Schiff nach dem Krieg. Zwei davon gingen als Reparationsleistung an Frankreich, die beiden anderen blieben in italienischen Diensten.

## Liste der Schiffe
| Name              | Bauwerft                                                           | Kiellegung         | Stapellauf                        | Indienststellung                                                                                       | Verbleib |
| ----------------- | ------------------------------------------------------------------ | ------------------ | --------------------------------- | --- | --- |
| Pompeo Magno      | Cantieri Navali Riuniti, Ancona                                    | 23. September 1939 | 24. August 1941                   | 4. Juni 1943                                                                                           | 1943 in Malta übergeben, nach Umbauten als Zerstörer San Giorgio (D 562) von der Marina Militare übernommen, von 1965 bis 1980 Schulschiff                                                   |
| Ottaviano Augusto | Cantieri Navali Riuniti, Ancona                                    | 23. September 1939 | 31. Mai 1942                      | Am 1. November 1943 durch Luftangriff versenkt                                                         | Am 1. November 1943 durch Luftangriff versenkt |
| Claudio Druso     | Cantiere navale di Riva Trigoso, Riva Trigoso                      | 27. September 1939 | Bauauftrag im Juni 1940 storniert | Bauauftrag im Juni 1940 storniert                                                                      | Bauauftrag im Juni 1940 storniert |
| Attilio Regolo    | OTO Livorno                                                        | 28. September 1939 | 28. August 1940                   | 14. Mai 1942                                                                                           | Von britischem U-Boot schwer beschädigt, erhielt bei Reparatur den Bug der Caio Mario, 1943 bis 1945 in Spanien interniert, 1948 als Chateaurenault an Frankreich und dort 1962 außer Dienst |
| Scipione Africano | OTO Livorno                                                        | 28. September 1939 | 12. Januar 1941                   | 23. April 1943                                                                                         | 1943 in Malta übergeben, 1948 als Guichen an Frankreich und dort 1963 außer Dienst |
| Caio Mario        | OTO Livorno                                                        | 28. September 1939 | 17. August 1941                   | – | Gab Bugsektion an beschädigte Attilio Regolo, ab 1943 Depotschiff, 1944 in La Spezia selbstversenkt.                                                                                         |
| Ulpio Traiano     | Cantieri Navali Riuniti, Palermo                                   | 28. September 1939 | 30. November 1942                 | Am 3. Januar 1943 kurz vor Fertigstellung von britischen Kampfschwimmern im Hafen von Palermo versenkt | Am 3. Januar 1943 kurz vor Fertigstellung von britischen Kampfschwimmern im Hafen von Palermo versenkt                                                                                       |
| Claudio Tiberio   | OTO Livorno                                                        | 28. September 1939 | –                                 | Bauauftrag im Juni 1940 storniert                                                                      | Bauauftrag im Juni 1940 storniert |
| Cornelio Silla    | Gio. Ansaldo & C., Genua                                           | 12. Oktober 1939   | 28. Juni 1941                     | Bauauftrag im Juni 1940 storniert                                                                      | Bauauftrag im Juni 1940 storniert |
| Paolo Emilio      | Gio. Ansaldo & C., Genua                                           | 12. Oktober 1939   | –                                 | Bauauftrag im Juni 1940 storniert                                                                      | Bauauftrag im Juni 1940 storniert |
| Vipsanio Agrippa  | Cantiere navale di Riva Trigoso, Riva Trigoso                      | Oktober 1939       | –                                 | Bauauftrag im Juni 1940 storniert                                                                      | Bauauftrag im Juni 1940 storniert |
| Giulio Germanico  | Regio Cantiere di Castellammare di Stabia, Castellammare di Stabia | 11. Mai 1940       | 26. Juli 1941                     | 19. Januar 1956                                                                                        | Ende September 1943 in Castellammare versenkt und nach dem Krieg gehoben, nach Umbauten als Zerstörer San Marco (D 563) von der Marina Militare übernommen, 1971 außer Dienst                |